# Jacob Kalff (1855-1910)
Jacob Kalff (Zwolle, 17 november 1855 – Dinan, 6 april 1910) was een jurist en politicus in Suriname.
Hij werd geboren als zoon van Jacob Kalff (1821-1903; advocaat en later vicepresident van de Hoge Raad) en Sara Stemberg (1825-1897). Hij is afgestudeerd in de rechten en was aanvankelijk net als zijn vader advocaat. Vanaf 1879 was hij als ambtenaar werkzaam bij de kantongerechten Rotterdam (eerste kanton) en Schoonhoven. In 1881 volgde hij in Suriname A.H.A.M.H. Borret op als lid van het Hof van Justitie. Na het vertrek van procureur-generaal J. van Doorn werd Kalff midden 1890 als zodanig aangesteld. Bovendien werd hij in november van dat jaar door gouverneur M.A. de Savornin Lohman tot mei 1891 benoemd tot lid van de Koloniale Staten.
Kort daarop ontwikkelde zich een conflict tussen hem en die gouverneur. De aanleiding was dat Kalff afzag van vervolging van personen die verdacht werden van mishandeling met als motivatie: "... vermits bij deze zaak niet eenig publiek belang gemoeid was en eene vervolging met het oog op de hier bestaande spanning veel kwaad bloed zou zetten." De zaak escaleerde waarbij de gouverneur aan de regering in Nederland vroeg om Kalff terug te roepen. Dit verzoek werd niet gehonoreerd waarna de gouverneur zelf een ontslagverzoek indiende. In mei 1891 was er een volksopstand waarbij De Savornin Lohman vrij openlijk de kant van de opstandelingen koos en de politie opdracht gaf om geen wapens te gebruiken. Het oproer hield aan waarbij niet alleen sprake was van vernielingen maar er viel ook een dode. De Savornin Lohman, procureur-generaal Kalff en de Koloniale Staten stuurden telegrammen naar Nederland waarop vanuit Nederland besloten werd dat De Savornin Lohman mee moest werken met de politie, land- en zeemacht. Kort daarna was de opstand over.
In 1894 werd aan Kalff wegens ziekte langdurig verlof verleend. Eind 1896 werd hij tijdens verlof in Nederland afgekeurd voor verdere dienst in de tropen waarna J.W. van Oosterzee benoemd werd tot procureur-generaal.
In 1910 reed hij in Frankrijk met een auto tegen een boom en als gevolg van dat ongeluk overleed hij terplekke op 54-jarige leeftijd.